# Головин, Яков Данилович
Я́ков Дани́лович Голови́н (3 (15) апреля 1821—16 (28) ноября 1878) — протоиерей Русской православной церкви, педагог.

## Биография
Родился 3 (15) апреля 1821 года в Тульской губернии. Происходил из духовного сословия. Учился в Тульской духовной семинарии и в Киевской духовной академии, которую окончил со степенью магистра.
С октября 1845 года — профессор церковной истории в Ярославской духовной семинарии; в 1847—1848 годах состоял помощником инспектора семинарии.
С августа 1848 года — священник московской Благовещенской церкви.
С февраля 1866 года до конца жизни был ординарным профессором православного богословия в Петровской земледельческой и лесной академии и настоятелем академической Петропавловской церкви.
Умер в Москве 16 (28) ноября 1878 года. Похоронен на Ваганьковском кладбище.